# Another Lesson in Violence
Another Lesson in Violence è un album dal vivo del gruppo musicale thrash metal statunitense Exodus, pubblicato nel 1997.

## Tracce
1. Bonded by Blood – 3:34
2. Exodus – 4:29
3. Pleasures of the Flesh – 8:14
4. And Then There Were None – 5:58
5. Piranha – 5:42
6. Seeds of Hate – 6:00
7. Deliver Us to Evil – 8:29
8. Brain Dead – 5:22
9. No Love – 6:41
10. A Lesson in Violence – 5:58
11. Impaler – 6:09
12. Strike of the Beast – 8:13

## Formazione
- Paul Baloff - voce
- Gary Holt - chitarra
- Rick Hunolt - chitarra
- Jack Gibson - basso
- Tom Hunting - batteria
- Robb Flynn - chitarra su "A lesson in violence"